# Apollo-planetoïden
De Apollo-planetoïden zijn een groep planetoïden genoemd naar de eerst ontdekte Apollo-planetoïde: (1862) Apollo.
De banen van de Apollo-planetoïden kruisen de aardbaan: ze hebben een elliptische omloopbaan waarvan de halve hoofdas groter is dan deze van de aarde. Sommige kunnen zeer dicht tegen de aarde komen, waardoor ze een potentieel gevaar vormen voor de aarde (zie aardscheerder). Hoe dichter de waarde van de halve hoofdas van de planetoïde de waarde van de halve hoofdas van de aarde is, hoe kleiner de excentriciteit van de omloopbanen moet zijn om te kruisen. Waarschijnlijk stortte op 15 februari 2013 een 17 meter grote planetoïde uit de Apollo-groep neer in de Russische stad Tsjeljabinsk.
De grootst bekende Apollo-planetoïde is (1866) Sisyphus, met een diameter van ongeveer 8,5 kilometer.
De lijst van de Apollo-planetoïden wordt continu bijgehouden. Zie externe link Apollo-planetoïden. In februari 2025 waren 21245 Apollo-planetoïden bekend.

## Enkele Apollo-planetoïden
| Naam                     | Jaar | Ontdekt door                            |
| ------------------------ | ---- | --------------------------------------- |
| 2014 JO25                | 2014 | Catalina Sky Survey                     |
| 2013 TX68                | 2013 | Catalina Sky Survey                     |
| 2004 AS1                 | 2004 | LINEAR project                          |
| 1998 KY26                | 1998 | Spacewatch                              |
| 1997 XR2                 | 1997 | LINEAR project                          |
| (69230) Hermes           | 1937 | Karl Reinmuth                           |
| (53319) 1999 JM8         | 1999 | LINEAR project                          |
| (52760) 1998 ML14        | 1998 | LINEAR project                          |
| (35396) 1997 XF11        | 1997 | Spacewatch                              |
| (29075) 1950 DA          | 1950 | Carl A. Wirtanen                        |
| (25143) Itokawa          | 1998 | LINEAR project                          |
| (6489) Golevka           | 1991 | Eleanor F. Helin                        |
| (4769) Castalia          | 1989 | Eleanor F. Helin                        |
| (4660) Nereus            | 1982 | Eleanor F. Helin                        |
| (4581) Asclepius         | 1989 | Henry E. Holt, Norman G. Thomas         |
| (4486) Mithra            | 1987 | Eric Walter Elst, Vladimir Shkodrov     |
| (4197) 1982 TA           | 1982 | Eleanor F. Helin, Eugene Shoemaker      |
| (4183) Cuno              | 1959 | Cuno Hoffmeister                        |
| (4179) Toutatis          | 1989 | Christian Pollas                        |
| (4015) Wilson-Harrington | 1979 | Eleanor F. Helin                        |
| (3200) Phaethon          | 1983 | Simon Green, John K. Davies / IRAS      |
| (2101) Adonis            | 1936 | Eugène Joseph Delporte                  |
| (2063) Bacchus           | 1977 | Charles T. Kowal                        |
| (1866) Sisyphus          | 1972 | Paul Wild                               |
| (1862) Apollo            | 1932 | Karl Reinmuth                           |
| (1685) Toro              | 1948 | Carl A. Wirtanen                        |
| (1620) Geographos        | 1951 | Albert George Wilson, Rudolph Minkowski |
| (1566) Icarus            | 1949 | Walter Baade                            |

- noot: in bovenstaande tabel zijn de door het Minor Planet Center toegekende catalogusnummers voor planetoïden zonder naam tussen haakjes weergegeven, gevolgd door hun voorlopige aanduiding. Zie ook het artikel over nummering en naamgeving van planetoïden.